# 어메이징 닌자
《어메이징 닌자》(영어: Teenage Mutant Ninja Turtles II: The Secret of the Ooze)는 1991년 개봉한 미국의 슈퍼히어로 영화로, 1990년 영화 《닌자 거북이》의 속편이다.
속편 《어메이징 뮤턴트》(1993)로 이어진다.

## 출연진

### 실물
- 페이지 터코 - 에이프릴 오닐 역
- 데이비드 워너 - 조던 페리 교수 역
- 어니 레예스 주니어 - 키노 역
- 프랜스와 차우 - 슈레더 역
  - 케빈 내시 - 슈퍼 슈레더 역
- 도시시로 오바타 - 다쓰(타추) 역
- 마크 도어 - 프레디 역
- 레이먼드 세라 - 서장 역
- 바닐라 아이스 - 본인 역
- 미첼런 시스티 - 소호 남성 역
- 데이비드 프레스먼 - 노인 역
- 닉 디머리니스 - 가게 점원 역
- 팀 퍼라티 - 크루 멤버 역
- 듀이 웨버 - 풋 클랜 신병 모집자 역
- 마이클 자이 화이트 - 청중 역 (크레디트 미기재)

### 목소리
- 브라이언 토치 - 레오나르도 역
- 케빈 클래시 - 스플린터 역
- 프랭크 웰커 - 토카 / 라자 역

### 인형탈 연기
- 마크 카소 - 레오나르도 역
- 미첼런 시스티 - 미켈란젤로 역
- 리프 틸든 - 도나텔로 역
  - 스티븐 호 - 도나텔로 역 (무술, 스턴트)
- 켄 트라움 - 라파엘 역
  - 박호성 - 라파엘 역 (무술, 스턴트)
- 케빈 클래시  - 스플린터 역
- 마크 긴서 - 라자 역

## 기타 제작진
- 공동 제작: 테리 모스
- 배역: 린 스톨매스터
- 미술: 로이 포지 스미스
- 의상: 도디 셰퍼드
- 캐릭터 디자인: 짐 헨슨스 크리처 숍